# Pseudocheilinops ataenia
Pseudocheilinops ataenia – gatunek ryby z rodziny wargaczowatych, jedyny przedstawiciel rodzaju Pseudocheilinops Schultz, 1960. 

## Występowanie
Ocean Spokojny (Filipiny i Indonezja).

## Charakterystyka
Dorasta do 6,5 cm długości.